# Meet the Press

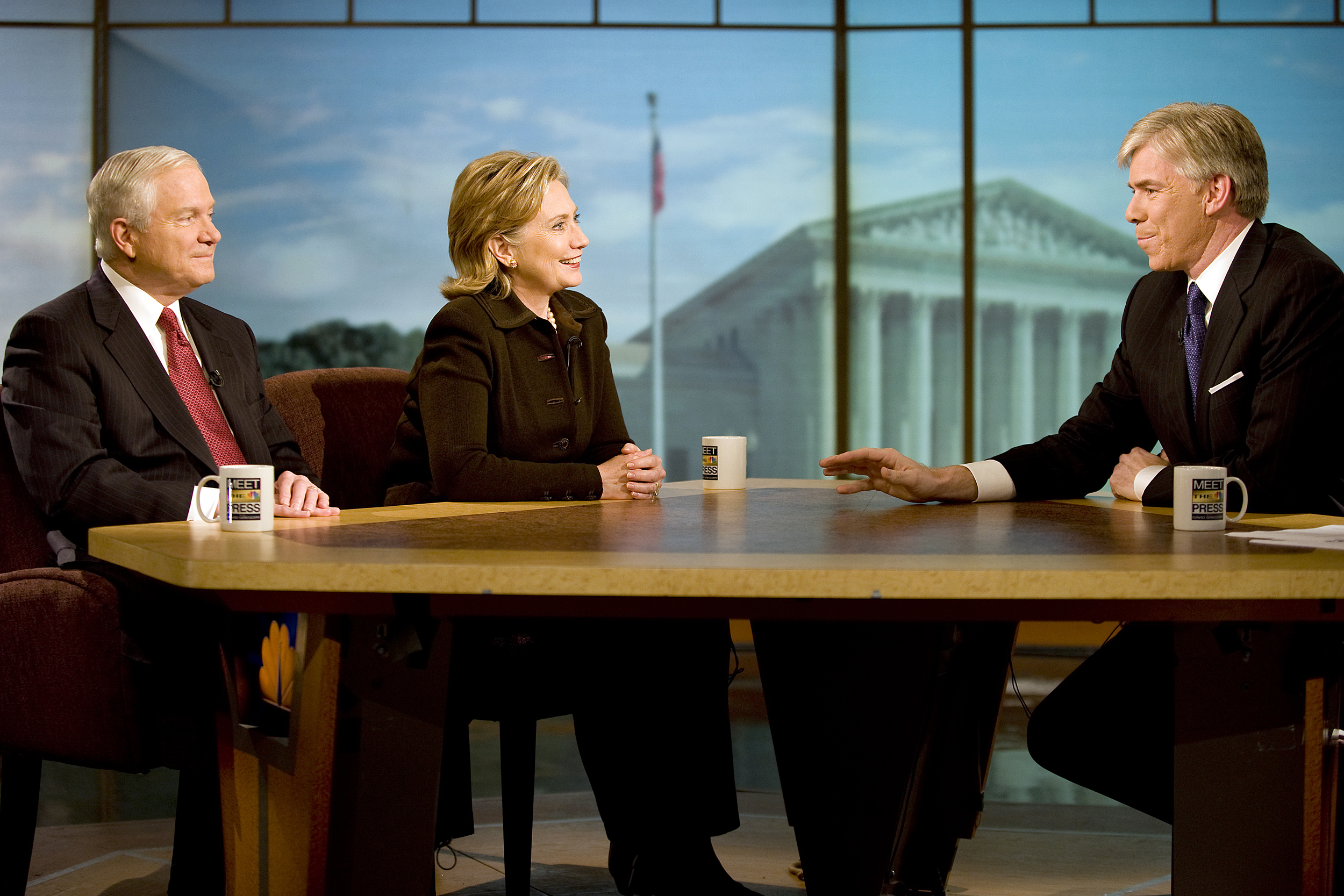
USA:s försvarsminister Robert M. Gates och USA:s utrikesminister Hillary Clinton och programledaren David Gregory 5 december 2009 i Meet the Press.

Meet the Press är ett amerikanskt nyhets- och intervjuprogram som produceras av National Broadcasting Company (NBC) och som sänds på söndagar. 
Programmet sändes första gången 6 november 1947 och har fortsatt i oavbruten följd sedan dess, vilket gör Meet the Press till det TV-program som kontinuerligt producerats under längst sammanhängande tid i USA.